# U-97 (tàu ngầm Đức) (1940)
U-97 là một tàu ngầm tấn công  Lớp Type VII thuộc phân lớp Type VIIC được Hải quân Đức Quốc Xã chế tạo trong Chiến tranh Thế giới thứ hai. Nhập biên chế năm 1940, nó đã thực hiện được tổng cộng mười ba chuyến tuần tra, đánh chìm được 15 tàu buôn có tổng tải trọng 64.404 GRT và một tàu chiến phụ trợ tải trọng 6.833 GRT, đồng thời gây hư hại cho một tàu buôn khác. Trong chuyến tuần tra cuối cùng trong Địa Trung Hải, U-97 bị một máy bay tuần tra Lockheed Hudson thuộc Liên đội 459 Không quân Hoàng gia Australia đánh chìm ngoài khơi Haifa, Palestine vào ngày 16 tháng 6, 1943.

## Thiết kế và chế tạo

### Thiết kế

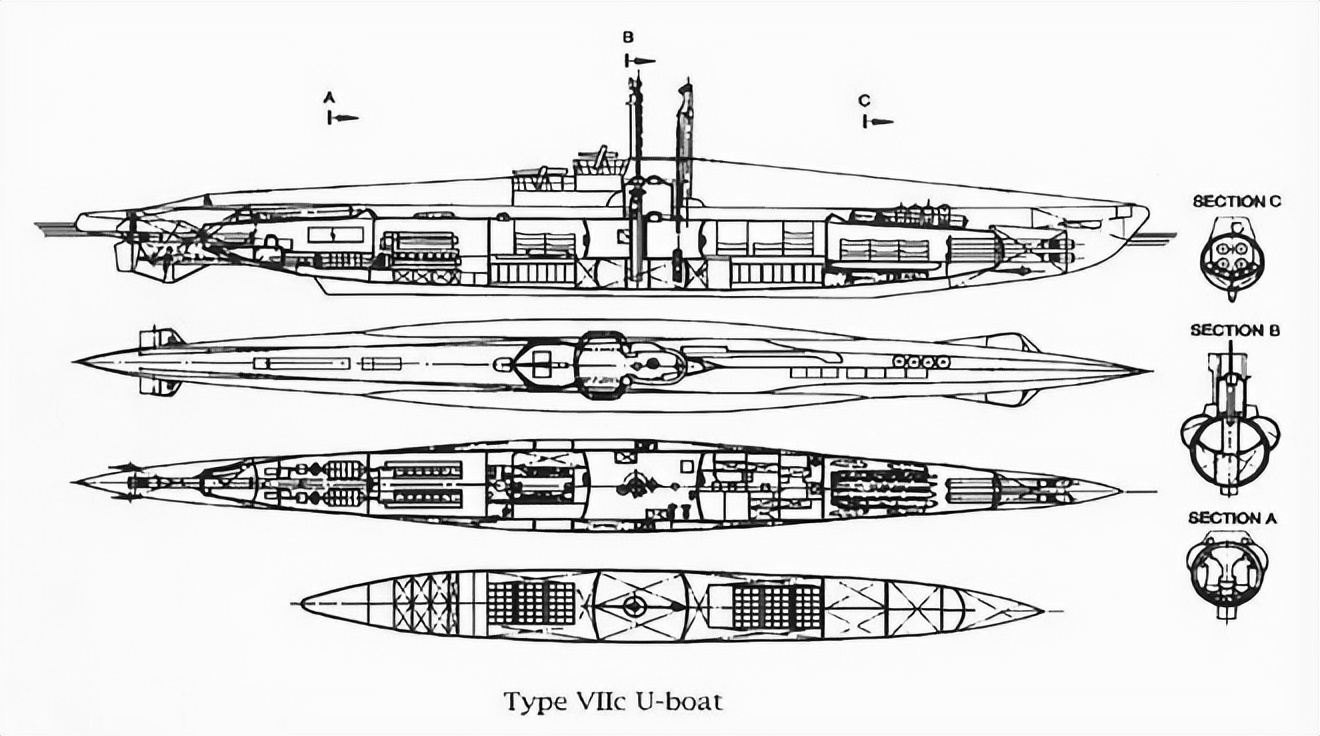
Sơ đồ các mặt cắt một tàu ngầm Type VIIC

Phân lớp VIIC của Tàu ngầm Type VII là một phiên bản VIIB được kéo dài thêm. Chúng có trọng lượng choán nước 769 t (757 tấn Anh) khi nổi và 871 t (857 tấn Anh) khi lặn). Con tàu có chiều dài chung 67,10 m (220 ft 2 in), lớp vỏ trong chịu áp lực dài 50,50 m (165 ft 8 in), mạn tàu rộng 6,20 m (20 ft 4 in), chiều cao 9,60 m (31 ft 6 in) và mớn nước 4,74 m (15 ft 7 in).
Chúng trang bị hai động cơ diesel Germaniawerft F46 siêu tăng áp 6-xy lanh 4 thì, tổng công suất 2.800–3.200 PS (2.100–2.400 kW; 2.800–3.200 bhp), dẫn động hai trục chân vịt đường kính 1,23 m (4,0 ft), cho phép đạt tốc độ tối đa 17,7 kn (32,8 km/h), và tầm hoạt động tối đa 8.500 nmi (15.700 km) khi đi tốc độ đường trường 10 kn (19 km/h). Khi đi ngầm dưới nước, chúng sử dụng hai động cơ/máy phát điện AEG GU 460/8–27  tổng công suất 750 PS (550 kW; 740 shp). Tốc độ tối đa khi lặn là 7,6 kn (14,1 km/h), và tầm hoạt động 80 nmi (150 km) ở tốc độ 4 kn (7,4 km/h). Con tàu có khả năng lặn sâu đến 230 m (750 ft).
Vũ khí trang bị có năm ống phóng ngư lôi 53,3 cm (21 in), bao gồm bốn ống trước mũi và một ống phía đuôi, và mang theo tổng cộng 14 quả ngư lôi, hoặc tối đa 22 quả thủy lôi TMA, hoặc 33 quả TMB. Tàu ngầm Type VIIC bố trí một hải pháo 8,8 cm SK C/35 cùng một pháo phòng không 2 cm (0,79 in) trên boong tàu. Thủy thủ đoàn bao gồm 4 sĩ quan và 40-56 thủy thủ.

### Chế tạo
U-97 được đặt hàng vào ngày 30 tháng 5, 1938, và được đặt lườn tại xưởng tàu của hãng Friedrich Krupp Germaniawerft tại Kiel vào ngày 27 tháng 9, 1939. Nó được hạ thủy vào ngày 15 tháng 8, 1940, và nhập biên chế cùng Hải quân Đức Quốc Xã vào ngày 28 tháng 9, 1940 dưới quyền chỉ huy của Hạm trưởng, Đại úy Hải quân Udo Heilmann.

## Lịch sử hoạt động

### 1941

#### Chuyến tuần tra thứ nhất
U-97 khởi hành từ Kiel vào ngày 17 tháng 2, 1941 cho chuyến tuần tra đầu tiên trong chiến tranh. Nó tiến vào Bắc Hải, rồi băng qua khe GIUK giữa quần đảo Faroe và Iceland để vòng qua quần đảo Anh và đi đến khu vực tuần tra trong Bắc Đại Tây Dương về phía Tây Bắc Scotland. Tại đây nó đã tấn công Đoàn tàu OB 289 vào ngày 24 tháng 2, lần lượt đánh chìm các tàu buôn Anh Mansepool 4.894 GRT và Jonathon Holt 4.973 GRT, cả hai đều ở vị trí về phía Tây Nam quần đảo Faroe; rồi đến lượt tàu chở dầu Anh British Gunner 6.894 GRT ở vị trí 273 nmi (506 km) về phía Tây Bắc mũi Wrath Scotland. Chiếc tàu ngầm cũng tấn công và gây hư hại cho chiếc G.C. Brøvig 9.718 GRT; một quả ngư lôi trúng đích khiến chiếc  tàu chở dầu Na Uy bị mất một phần mũi tàu, nhưng vách ngăn đã chịu đựng được và động cơ không bị hư hại, nên nó được hộ tống đi đến cảng Stornoway, Outer Hebrides an toàn. U-97 chịu một tổn thất khi một thủy thủ bị cơn sóng lớn quét qua tàu cuốn trôi xuống biển trong vịnh Biscay vào ngày 3 tháng 3. Nó kết thúc chuyến tuần tra và đi đến cảng Lorient bên bờ biển Đại Tây Dương của Pháp đã bị Đức chiếm đóng, đến nơi vào ngày 7 tháng 3.

#### Chuyến tuần tra thứ hai
Xuất phát từ cảng Lorient vào ngày 20 tháng 3 cho chuyến tuần tra thứ hai, U-97 hoạt động tại vùng biển Bắc Đại Tây Dương về phía Tây Ireland (Khu vực Tiếp cận phía Tây). Tại khu vực giữa mũi Farewell Greenland và phía Nam Ireland, vào ngày 23 tháng 3, nó đánh chìm tàu chở dầu Anh Chama 8.077 GRT, vốn bị tách khỏi Đoàn tàu OG 56, lúc 23 giờ 36 phút tại tọa độ 49°35′B 19°13′T / 49,583°B 19,217°T. Sang ngày hôm sau 24 tháng 3, nó lại đánh chìm tàu buôn Na Uy Hørda 4.301 GRT, vốn cũng bị phân tán khỏi Đoàn tàu OG 56, lúc 16 giờ 43 phút tại tọa độ 49°00′B 23°00′T / 49°B 23°T. Đến ngày 4 tháng 4, U-97 tiếp tục phóng ba quả ngư lôi đánh chìm tàu chở dầu Anh Conus 8.132 GRT, vốn bị phân tán khỏi Đoàn tàu OB 304, ở vị trí về phía Đông Nam mũi Farewell, tại tọa độ 56°14′B 31°19′T / 56,233°B 31,317°T. U-97 kết thúc chuyến tuần tra khi đi đến cảng St. Nazaire cùng bên bờ Đại Tây Dương của Pháp vào ngày 10 tháng 4.

#### Chuyến tuần tra thứ ba
U-97 xuất phát từ St. Nazaire vào ngày 1 tháng 5 cho chuyến tuần tra thứ ba tại khu vực giữa Bắc Đại Tây Dương. Từ chiều tối ngày 5 tháng 5, ở vị trí về phía Tây Nam đảo Cape Clear, Ireland, nó theo dõi hai mục tiêu cho đến 02 giờ 04 phút ngày 6 tháng 5, khi nó tấn công và đánh chìm chiếc HMS Camito 6.833 GRT của Hải quân Hoàng gia Anh và tàu vượt phong tỏa Sangro 6.466 GRT, một tàu chở dầu Ý đang bị Camito áp giải. Đến 08 giờ 00 ngày 7 tháng 5, U-97 bắt gặp những tàu buôn bị phân tán khỏi Đoàn tàu OB 317 ở vị trí về phía Đông Nam mũi Farewell, và phóng ngư lôi tấn công lúc 17 giờ 04 phút nhưng không trúng đích. Nó tiếp tục theo dõi mục tiêu sang ngày hôm sau, phóng ngư lôi tấn công lúc 12 giờ 14 phút nhưng vẫn bị trượt. Đến 18 giờ 13 phút, quả ngư lôi thứ ba mới đánh trúng chiếc tàu buôn Anh Ramillies 4.553 GRT khiến mục tiêu chết đứng giữa biển nhưng không chìm. Quả ngư lôi thứ tư phóng lúc 18 giờ 48 phút gặp trục trặc, và mãi đến quả thứ năm lúc 19 giờ 03 đánh trúng đuôi tàu mới đánh chìm được Ramillies tại tọa độ 48°05′B 32°26′T / 48,083°B 32,433°T. U-97 kết thúc chuyến tuần tra và quay trở lại cảng St. Nazaire vào ngày 30 tháng 5.

#### Chuyến tuần tra thứ tư, thứ năm và thứ sáu
Trong chuyến tuần tra thứ tư từ ngày 2 tháng 7 đến ngày 8 tháng 8, cùng xuất phát và kết thúc tại cảng St. Nazaire, U-97 hoạt động tại vùng biển giữa Bắc Đại Tây Dương và Khu vực Tiếp cận phía Tây, nhưng không đánh chìm được mục tiêu nào.
Khởi hành từ St. Nazaire vào ngày 20 tháng 9 cho chuyến tuần tra tiếp theo, U-97 băng qua eo biển Gibraltar được Hải quân Anh canh phòng chặt chẽ để tiến vào Địa Trung Hải, và hoạt động tại khu vực Đông Địa Trung Hải ngoài khơi bờ biển Libya và Ai Cập. Vào ngày 17 tháng 10, nó bắt gặp một đoàn tàu vận tải nhỏ ở vị trí 50 nmi (93 km) về phía Tây Alexandria, Ai Cập, lần lượt phóng ngư lôi đánh chìm tàu buôn Hy Lạp Samos 1.208 GRT lúc 03 giờ 25 phút,  và tàu chở dầu Anh Pass of Balmaha 758 GRT lúc 04 giờ 00, cả hai cùng tại tọa độ 31°14′B 28°50′Đ / 31,233°B 28,833°Đ. Sau một tai nạn khiến một sĩ quan bị thương nặng vào ngày 24 tháng 10, U-97 kết thúc sớm chuyến tuần tra và đi đến căn cứ tại đảo Salamis, Hy Lạp ba ngày sau đó.
Trong chuyến tuần tra thứ sáu xuất phát từ Salamis vào ngày 23 tháng 12, 1941 để hoạt động trong Địa Trung Hải, một thủy thủ mắc bệnh đã buộc U-97 phải quay trở lại căn cứ Salamis vào ngày 7 tháng 1, 1942.

### 1942

#### Chuyến tuần tra thứ bảy, thứ tám và thứ chín
Trong chuyến tuần tra thứ bảy diễn ra từ ngày 12 đến ngày 31 tháng 1, 1942, cùng xuất phát và kết thúc tại Salamis, U-97 hoạt động tại khu vực biển Aegea giữa Hy Lạp và Thổ Nhĩ Kỳ. Tuy nhiên chiếc tàu ngầm không tìm thấy mục tiêu nào phù hợp.
Sau khi chuyển căn cứ hoạt động từ đảo Salamis đến cảng La Spezia, Ý trong 8 tháng 2, U-97 xuất phát từ đây vào ngày 14 tháng 3 cho chuyến tuần tra thứ tám, để hoạt động tại khu vực Đông Địa Trung Hải ngoài khơi Libya và Ai Cập. Lúc 20 giờ 00 ngày 27 tháng 3, nó bị một thủy phi cơ Short Sunderland thuộc Liên đội 230 Không quân Hoàng gia Anh phát hiện và tấn công dọc bờ biển Bắc Phi ngoài khơi Ai Cập. Năm quả bom đã được ném xuống nhưng chiếc tàu ngầm không bị hư hại gì, và kết thúc chuyến tuần tra khi về đến Salamis an toàn vào ngày 30 tháng 3.
U-97 khởi hành từ đảo Salamis vào ngày 5 tháng 4 cho chuyến tuần tra tiếp theo tại khu vực Đông Địa Trung Hải ngoài khơi Libya và Ai Cập. Nó trở về căn cứ tại cảng La Spezia vào ngày 12 tháng 5 mà vẫn không đánh chìm được tàu bè đối phương nào.

#### Chuyến tuần tra thứ mười và mười một
Xuất phát từ cảng La Spezia vào ngày 15 tháng 6 cho chuyến tuần tra thứ mười, U-97 hoạt động tại khu vực Đông Địa Trung Hải ngoài khơi Lãnh thổ Ủy trị Palestine. Sau suốt chín tháng không đánh chìm được mục tiêu nào, cuối cùng vào ngày 28 tháng 6, nó cũng phóng ngư lôi đánh chìm được tàu buôn Anh Zealand 1.433 GRT lúc 13 giờ 16 phút, và tàu buôn Hy Lạp Memos 1.755 GRT lúc 13 giờ 24 phút ở vị trí 14 nmi (26 km) về phía Tây Nam Haifa, Palestine, tại tọa độ 32°27′B 34°43′Đ / 32,45°B 34,717°Đ. Đến ngày 1 tháng 7, U-97 tiếp tục phóng ngư lôi đánh chìm tàu buôn Anh Marilyse Moller 786 GRT ở vị trí 27 nmi (50 km) về phía Tây Rafah, Palestine, tại tọa độ 31°22′B 33°44′Đ / 31,367°B 33,733°Đ. Tàu đánh cá vũ trang Anh HMS Burra đi theo hộ tống đã phát hiện U-97 nên phản công với ba quả mìn sâu được thả xuống, nhưng chiếc tàu ngầm thoát được mà không bị hư hại. U-97 kết thúc chuyến tuần tra và đi đến căn tứ đảo Salamis vào ngày 4 tháng 7.
Trong chuyến tuần tra tiếp theo từ ngày 22 tháng 7 đến ngày 4 tháng 8, cùng xuất phát và kết thúc tại Salamis, U-97 hoạt động tại khu vực Đông Địa Trung Hải ngoài khơi Ai Cập, lại không đánh chìm được mục tiêu nào.  Sau đó nó chuyển căn cứ hoạt động từ đảo Salamis, Hy Lạp đến La Spezia, Ý vào cuối tháng 8.

### 1943

#### Chuyến tuần tra thứ mười hai
Sau khi được đại tu, U-97 khởi hành từ căn cứ La Spezia vào ngày 10 tháng 4, 1943 cho chuyến tuần tra thứ mười hai, và tiếp tục hoạt động tại khu vực Đông Địa Trung Hải ngoài khơi Libya, Ai Cập và Palestine, nhưng không đánh chìm được mục tiêu nào. Khi kết thúc chuyến tuần tra, nó quay về cảng Pola, Ý (nay là Pula thuộc Croatia) vào ngày 3 tháng 5.

#### Chuyến tuần tra thứ mười ba - Bị mất
U-97 khởi hành từ căn cứ Pola vào ngày 5 tháng 6 cho chuyến tuần tra thứ mười ba, cũng là chuyến cuối cùng, để hoạt động tại khu vực Đông Địa Trung Hải ngoài khơi Palestine. Vào ngày 12 tháng 6, nó đã đánh chìm tàu buôn Hà Lan Palima (1.179 tấn) ở vị trí 30 nmi (56 km) về phía Tây Nam Beirut, tại tọa độ 33°36′B 35°15′Đ / 33,6°B 35,25°Đ. Chỉ ba ngày sau đó, nó tiếp tục đánh chìm chiếc tàu buôn Anh Athelmonarch (8.995 tấn) ở vị trí về phía Tây Haifa, tại tọa độ 32°20′B 34°39′Đ / 32,333°B 34,65°Đ.
Vào ngày 16 tháng 6, U-97 bị một máy bay tuần tra Lockheed Hudson thuộc Liên đội 459 Không quân Hoàng gia Australia phát hiện ngoài khơi Haifa. Chiếc Hudson đã thả mìn sâu tấn công, đánh chìm chiếc tàu ngầm tại tọa độ 33°00′B 34°00′Đ / 33°B 34°Đ. 27 người trong số thành viên thủy thủ đoàn của U-97 đã tử trận, và có 21 người sống sót được cứu vớt và bị bắt làm tù binh chiến tranh.

### "Bầy sói" tham gia
U-97 từng tham gia hai bầy sói:
- West (8 – 27 tháng 5, 1941)
- Goeben (20 – 29 tháng 9, 1941)

### Tóm tắt chiến công
U-97 đã đánh chìm được 15 tàu buôn có tổng tải trọng 64.404 GRT và một tàu chiến phụ trợ tải trọng 6.833 GRT, đồng thời gây hư hại cho một tàu buôn khác:
| Ngày              | Tên tàu         | Quốc tịch              | Tải trọng | Số phận      |
| ----------------- | --------------- | ---------------------- | --------- | ------------ |
| 24 tháng 2, 1941  | British Gunner  | United Kingdom         | 6.894     | Bị đánh chìm |
| 24 tháng 2, 1941  | G.C. Brøvig     | Norway                 | 9.718     | Bị hư hại    |
| 24 tháng 2, 1941  | Johnathon Holt  | United Kingdom         | 4.973     | Bị đánh chìm |
| 24 tháng 2, 1941  | Mansepool       | United Kingdom         | 4.894     | Bị đánh chìm |
| 24 tháng 3, 1941  | Chama           | United Kingdom         | 8.077     | Bị đánh chìm |
| 24 tháng 3, 1941  | Hørda           | Norway                 | 4.301     | Bị đánh chìm |
| 4 tháng 4, 1941   | Conus           | United Kingdom         | 8.132     | Bị đánh chìm |
| 6 tháng 5, 1941   | HMS Camito      | Hải quân Hoàng gia Anh | 6.833     | Bị đánh chìm |
| 6 tháng 5, 1941   | Sangro          | Italy                  | 6.466     | Bị đánh chìm |
| 8 tháng 5, 1941   | Ramilles        | United Kingdom         | 4.553     | Bị đánh chìm |
| 17 tháng 10, 1941 | Pass of Balmaha | United Kingdom         | 758       | Bị đánh chìm |
| 17 tháng 10, 1941 | Samos           | Greece                 | 1.208     | Bị đánh chìm |
| 28 tháng 6, 1942  | Memas           | Greece                 | 1.755     | Bị đánh chìm |
| 28 tháng 6, 1942  | Zealand         | United Kingdom         | 1.433     | Bị đánh chìm |
| 1 tháng 7, 1942   | Marilyse Moller | United Kingdom         | 786       | Bị đánh chìm |
| 12 tháng 6, 1943  | Palima          | Netherlands            | 1.179     | Bị đánh chìm |
| 15 tháng 6, 1943  | Athelmonarch    | United Kingdom         | 8.995     | Bị đánh chìm |